# Грицовское (сельское поселение)
Муниципальное образование Грицовское — сельское поселение в Венёвском районе Тульской области Российской Федерации.
Административный центр — посёлок Грицовский.

## История
Статус и границы сельского поселения установлены Законом Тульской области от 11 марта 2005 года № 549-ЗТО  «О переименовании муниципального образования "Венёвский район Тульской области", установлении границ, наделении статусом и определении административных центров муниципальных образований на территории Венёвского района Тульской области».

## Население
| 2010  | 2012  | 2013  | 2014  | 2015  | 2016  | 2017  |
| ----- | ----- | ----- | ----- | ----- | ----- | ----- |
| 6199  | ↘6061 | ↘5937 | ↘5877 | ↗7219 | ↘7217 | →7217 |
| 2018  | 2019  | 2020  | 2021  |       |       |       |
| ↗7227 | ↘7161 | ↘7159 | ↗7348 |       |       |       |

## Состав сельского поселения
| №  | Населённый пункт | Тип населённого пункта          | Население |
| -- | ---------------- | ------------------------------- | --------- |
| 1  | Алексинцево      | деревня                         | 14        |
| 2  | Ананское         | село                            | 1         |
| 3  | Арсеньево        | село                            | 35        |
| 4  | Бельково         | село                            | 14        |
| 5  | Бельковский      | посёлок                         | ↘421      |
| 6  | Большая Связьма  | деревня                         | 1         |
| 7  | Быковка          | деревня                         | 3         |
| 8  | Воейково         | деревня                         | ↗11       |
| 9  | Городищи         | деревня                         | 7         |
| 10 | Грицовский       | посёлок, административный центр | ↘5630     |
| 11 | Грызловка        | деревня                         | 23        |
| 12 | Грызловский      | посёлок                         |           |
| 13 | Дьяково          | деревня                         | 3         |
| 14 | Жуково           | деревня                         | 8         |
| 15 | Ивановское       | деревня                         | 7         |
| 16 | Карники          | село                            | 39        |
| 17 | Касторня         | деревня                         | 11        |
| 18 | Крюково          | деревня                         | 22        |
| 19 | Кукуй            | деревня                         | ↘475      |
| 20 | Ляховский        | посёлок                         | 0         |
| 21 | Малая Связьма    | деревня                         | 5         |
| 22 | Масловка         | деревня                         | 13        |
| 23 | Новая Уваровка   | деревня                         | 7         |
| 24 | Октябрьский      | посёлок                         | ↘141      |
| 25 | Первомайский     | посёлок                         | 64        |
| 26 | Петропавловское  | село                            | 4         |
| 27 | Подлесный        | посёлок                         | 6         |
| 28 | Прилипки         | деревня                         | 0         |
| 29 | Сергиево         | деревня                         | 15        |
| 30 | Татарники        | деревня                         | 9         |
| 31 | Торбеевка        | деревня                         | 34        |
| 32 | Торбеевский      | посёлок                         | 5         |
| 33 | Шилово           | деревня                         | 12        |

## Археология
Раскопки курганов у села Бельково имеют важнейшее значение для определения южной границы расселения вятичей. Н. Г. Недошивина датировала найденный в 1891 году Белецкий клад, в который входили характерные вятичские украшения: семи-, пяти- и трехлопастные височные кольца, витые гривны и браслеты, концом XII века — началом XIII века.